# Enspelarspel
Enspelarspel (engelska: single-player game) kallas spel (oftast avseende datorspel) som spelas i enspelarläge (även kallat enspelare, engelska: single-player) och saknar flerspelarläge. I enspelarläge spelar spelaren ensam genom spelet, oftast med och/eller mot datorkontrollerade motståndare.